# Bílé stráně

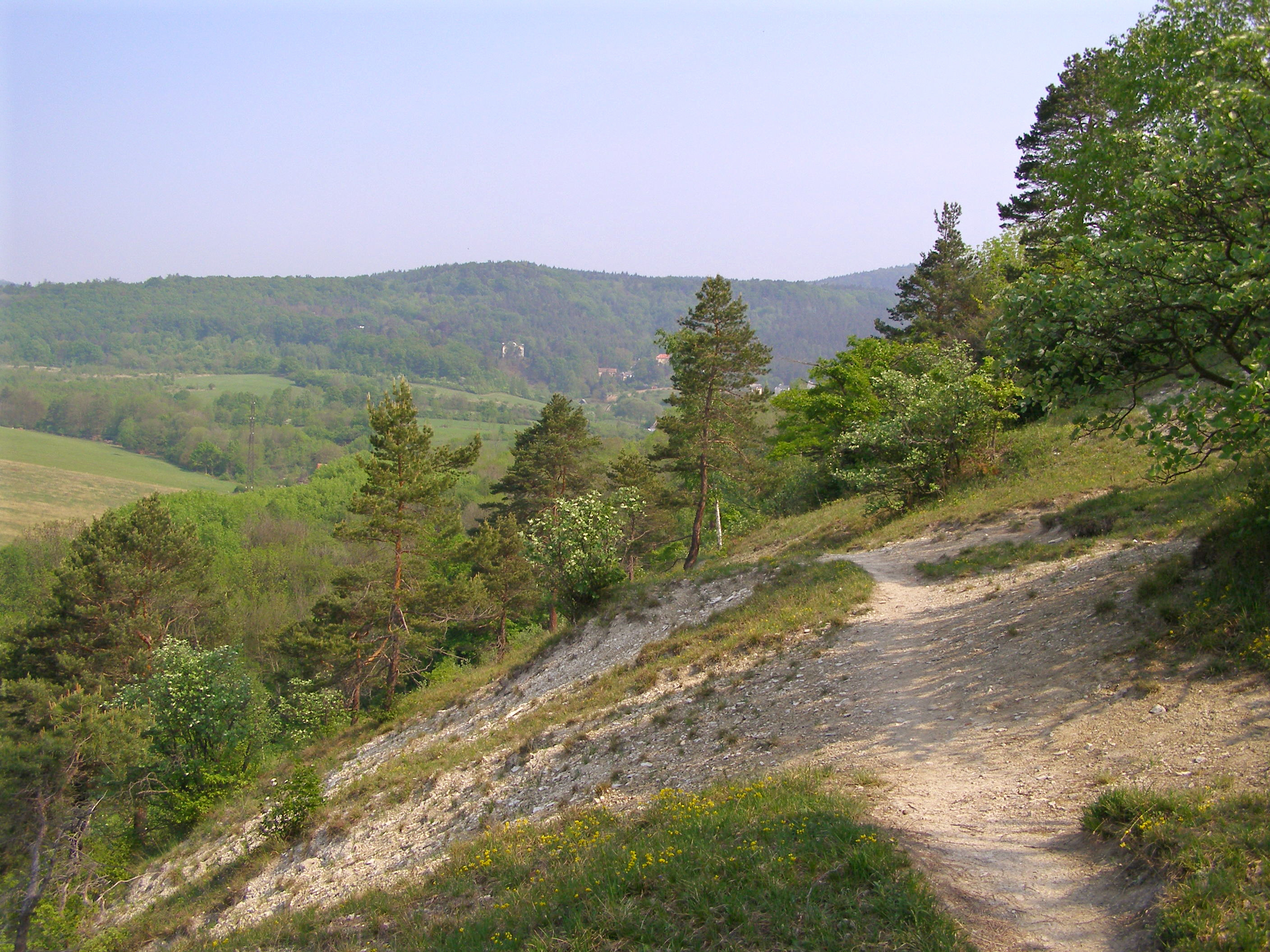
Bílé stráně

Als Naturdenkmal Bílé stráně (deutsch etwa: Weiße Leiten) wurde ein durch Plänerkalkfelsen geprägtes Biotop an den Abhängen des Bergrückens Bílá stráň (Weiße Leite) nahe Litoměřice im rechtselbischen Böhmischen Mittelgebirge unter Naturschutz gestellt.
Schon 1929 wurde das Areal zum Naturschutzgebiet erklärt. Endgültig festgesetzt wurde das Flächennaturdenkmal im Jahr 1954 auf einer Fläche von 3,4 ha. Unter Schutz steht ein durch Plänerkalkfelsen geprägter Bereich, der durch seine sonnenexponierte Lage vielen wärme- und kalkliebenden Pflanzen eine Heimstatt bietet.